# Memmert
Memmert est une des Îles de la Frise-Orientale au sud de Juist d'environ 5 km². L'îlot est inhabité et zone de protection des oiseaux. Memmert appartient comme territoire non-organisé à l'arrondissement d'Aurich au Land de Basse-Saxe.